# Grands Reportages (magazine)
Pour les articles homonymes, voir Grands Reportages.
 (août 2017).
Si vous disposez d'ouvrages ou d'articles de référence ou si vous connaissez des sites web de qualité traitant du thème abordé ici, merci de compléter l'article en donnant les références utiles à sa vérifiabilité et en les liant à la section « Notes et références ».
Grand reportages - Explorer le Monde est un magazine mensuel français comportant des articles, illustrés par de nombreuses photos, sur des destinations touristiques situées hors de France. Il permet la découverte de lieux, de peuples et de cultures étrangères. Chaque reportage est complété par des fiches pratiques.
Ce magazine est surtout destiné aux amateurs de destinations touristiques lointaines et dépaysantes, préférant les voyages que l'on organise soi-même.